# ایلس لندستروم
ایلس لندستروم (انگلیسی: Eeles Landström؛ زادهٔ ۳ january ۱۹۳۲ (۹۳ سال)) ورزشکار دو و میدانی اهل فنلاند است.